# Au théâtre de la Ville
Albums de Jean-Roger Caussimon
Chanson de l'homme heureux
(1977) Papy rock
(1979)
Au théâtre de la Ville est le seul album en public publié du vivant de Jean-Roger Caussimon. Il contient 20 titres, enregistrés les 7 et 8 novembre 1978, avec Roger Pouly au piano (ref saravah RSL 1074/RCA).

## Titres
| No  | Titre                                | Durée |
| --- | ------------------------------------ | ----- |
| 1.  | La Manche                            |       |
| 2.  | Le Havre                             |       |
| 3.  | Le Temps du tango                    |       |
| 4.  | Musique légère                       |       |
| 5.  | Boulevard du crime                   |       |
| 6.  | Nous deux                            |       |
| 7.  | Les Cœurs purs                       |       |
| 8.  | A toi, ma fille                      |       |
| 9.  | Le Vieux Cheval                      |       |
| 10. | Comme à Ostende                      |       |
| 11. | Mon camarade                         |       |
| 12. | Eh ! Dis, Lady                       |       |
| 13. | Orly-bar                             |       |
| 14. | Si vis pacem                         |       |
| 15. | Ubu                                  |       |
| 16. | La Commune est en lutte              |       |
| 17. | Enfants, vous n'avez plus de rose... |       |
| 18. | Sur un vœu de Paul Eluard            |       |
| 19. | Ne chantez pas la mort               |       |
| 20. | Paris-jadis                          |       |